# Masaru Akiba
Masaru Akiba (japanisch 秋葉 勝 Akiba Masaru; * 19. Februar 1984 in der Präfektur Yamagata) ist ein ehemaliger japanischer Fußballspieler.

## Karriere
Akiba erlernte das Fußballspielen in der Jugendmannschaft von Montedio Yamagata. Seinen ersten Vertrag unterschrieb er 1999 bei den Montedio Yamagata. Der Verein spielte in der zweithöchsten Liga des Landes, der J2 League. 2008 wurde er mit dem Verein Vizemeister der J2 League und stieg in die J1 League auf. Am Ende der Saison 2011 stieg der Verein wieder in die J2 League ab. Für den Verein absolvierte er 360 Ligaspiele. 2015 wechselte er zum Ligakonkurrenten Zweigen Kanazawa. Für den Verein absolvierte er 42 Ligaspiele. 2016 wechselte er zum Ligakonkurrenten FC Gifu. Im Juli 2016 kehrte er zu Zweigen Kanazawa zurück. Für den Verein absolvierte er 21 Ligaspiele. Ende 2017 beendete er seine Karriere als Fußballspieler.

## Erfolge
Montedio Yamagata
- Kaiserpokal

Finalist: 2014